# Rudolf Turek
Rudolf Turek (ur. 20 czerwca 1910 w Mladá Boleslav, zm. 13 listopada 1991 w Pradze, Czechosłowacja) – czeski historyk i archeolog, członek wielu instytucji międzynarodowych, naukowiec o światowym uznaniu, piszący do różnojęzycznych czasopism i zamieszczający swe prace w wielojęzycznych antologiach. Autor ponad 600 artykułów, opracowań i monografii głównie dotyczących archeologii i wczesnośredniowiecznej historii Słowian (głównie Czech).

## Życiorys

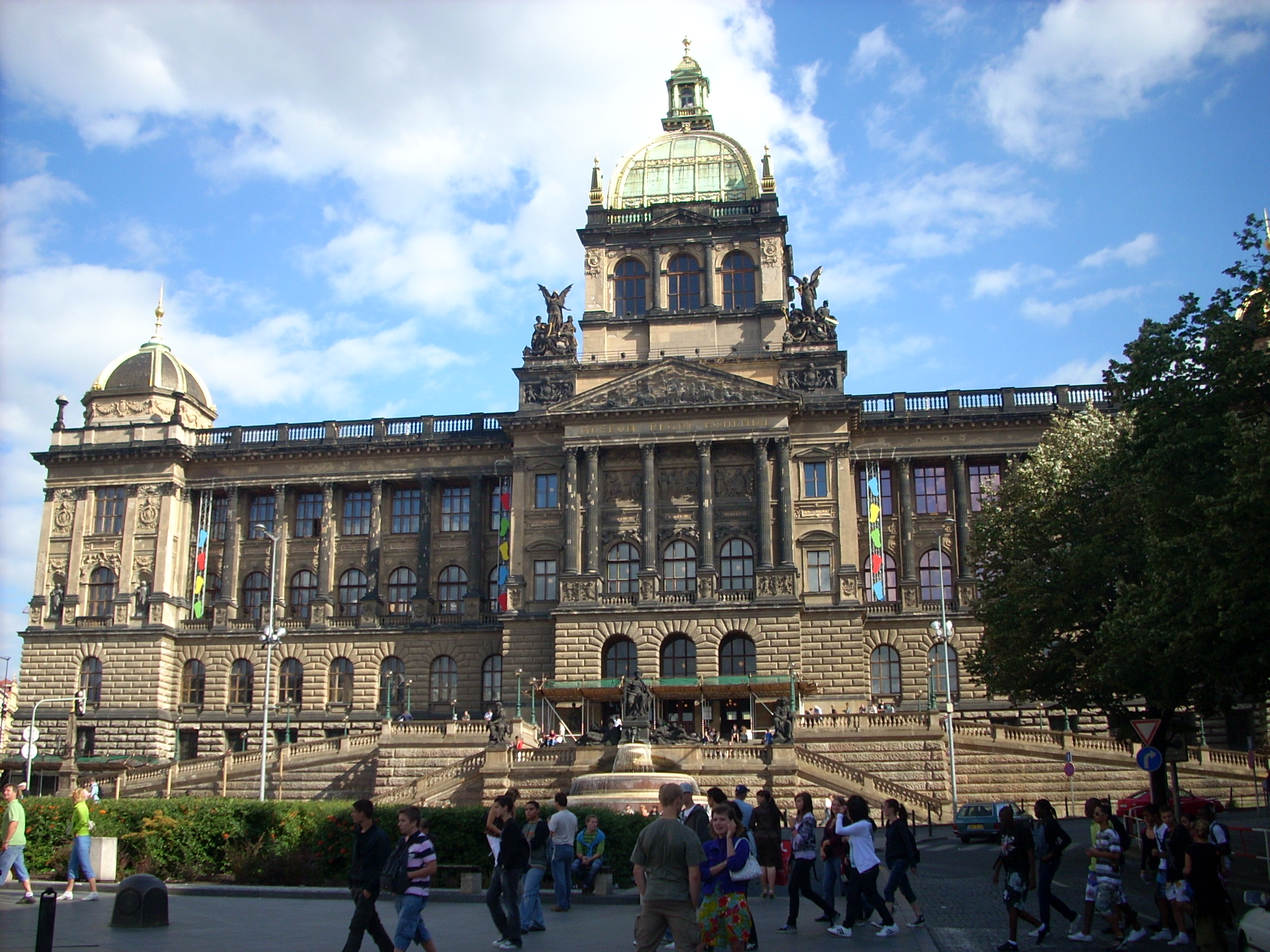
Muzeum Narodowe w Pradze na Placu Wacława

Swą karierę naukową zaczynał od gimnazjum w Mladej Boleslav. Następnie studiował w historię, geografię i archeologię na Wydziale Filozoficznym Uniwersytetu Karola w Pradze. Jego zainteresowania i pasja krystalizowały się pod wpływem takich naukowców jak historycy Josef Pekař, Josef Šusta i Bedřich Mendl, archeolog Albín Stocký, historyk sztuki Antonín Matějček, ale przede wszystkim profesor archeologii, naukowiec światowego formatu jakim był Josef Cibulka.

Turek pracował krótko w Państwowym Instytutem Archeologicznym w Pradze. W latach 1937–1938 uczył historii i geografii w gimnazjum w Nowej Wsi Spiskiej. Od 1938 pracował jako pracownik oddziału prehistorii i protohistorii Muzeum Narodowego w Pradze. Stał się znanym europejskim ekspertem w zakresie wczesnego średniowiecza, archeologii, głównie dotyczącej pierwszych Słowian i początków czeskiego państwa. Propagował staranne przygotowanie i gromadzenie danych historycznych i archeologicznych przed rozpoczęciem badań. Na jego prace często powoływali się polscy naukowcy takiej klasy jak np. Henryk Łowmiański czy Gerard Labuda.

Do najgłośniejszych jego prac należą Čechy na úsvitě dějin (tł. Czechy u zarania dziejów, 1963), Čechy v raném středověku (tł. Czechy we wczesnym średniowieczu, 1980) i Počátky české vzdělanosti (tł. Początki czeskiej edukacji, 1988).
Zasłużył się odkryciem i opisaniem wielu osad słowiańskich w Czechach, oraz jako autor jednolitej „teorii plemiennej” (kmenová teorie) dotyczącej ukształtowania się narodu czeskiego, doprowadził m.in. do badań chorwackich grodów w Prachovských skalách, a zwłaszcza sławnikowskich Libic nad Cidlinou. Zajmował się również numizmatyką i zasłynął celnym datowaniem monet w stosunku do innych ustaleń. Na Wydziale Filozoficznym Uniwersytetu Karola, prowadził seminarium archeologii słowiańskiej. Praca Rudolfa Turka została uhonorowana wiele razy, również poza Czechami (na przykład, Nagrodą Herdera Uniwersytetu w Wiedniu). Zmarł 13 listopada 1991 w Pradze i został pochowany na Starym Cmentarzu w Mladej Boleslav. Tytuł honorowego obywatela miasta, otrzymał w 1991 roku.

## Pisma (wybór)[1]
- Archeologické problémy našeho kraje, Mladá Boleslav 1936
- Böhmen im Morgengrauen der Geschichte: Von den Anfängen der slawischen Besiedlung bis zum Eintritt in die europäische Kulturgemeinschaft (6. bis Ende des 10. Jahrhunderts), Wiesbaden (O. Harrassowitz) 1974
- Čechy na úsvitě dějin, Praha (Orbis) 1963
- Čechy v raném středověku, Praha (Vyšehrad) 1982
- České hradištní nálezy, datované mincemi, Poznań (Slavia Antiqua) 1948
- Die frühmittelalterlichen Stämmgebiete in Böhmen, Praha (Čs. společ. archeologická při ČSAV) 1957
- Libice: le bourgwall princier du 10e-20 siècle, Prague (Národní museum) między 1966 a 1971
- Libice: Knjažeskoje rodišče 10-go veka, Praga (Národní museum) między 1966 a 1969